# 1687
1687 је била проста година.

## Догађаји

### Август
- 12. август — Мохачка битка (1687)

### Септембар
- 26. септембар — У битки између Турака и Млечана делом је оштећен Партенон.

### Новембар
- 2. новембар — У побуни јањичара у Цариграду, збачен је са власти турски султан Мехмед IV, а на престо је дошао његов млађи брат Сулејман II.

### Непознати датуми
- Српски устанци из 1687—1690 - Срби подижу устанке против османске окупације.